# Wyspy Świętego Tomasza i Książęca na Mistrzostwach Świata w Lekkoatletyce 2023
Wyspy Świętego Tomasza i Książęca na Mistrzostwach Świata w Lekkoatletyce 2023 – reprezentacja Wysp Świętego Tomasza i Książęcej podczas mistrzostw świata w Budapeszcie liczyła jedną zawodniczkę.

## Skład reprezentacji

### Kobiety
| Zawodniczka   | Konkurencja   | Eliminacje | Eliminacje | Półfinał | Półfinał | Finał | Finał   | Źródło |
| Zawodniczka   | Konkurencja   | Wynik      | Pozycja    | Wynik    | Pozycja  | Wynik | Pozycja | Źródło |
| ------------- | ------------- | ---------- | ---------- | -------- | -------- | ----- | ------- | ------ |
| Gorete Semedo | bieg na 200 m | 23,69      | 42.        | NQ       | NQ       | NQ    | NQ      | [ 1 ]  |